# Fotbal american subacvatic
Fotbalul american subacvatic este un sport nautic de echipă, care are elemente de joc și echipament comune cu hochei subacvatic și rugby subacvatic.
Obiectivul jocului este de a manevra și plasa o minge ce are o ușoară flotabilitate negativă, dintr-o parte a piscinei în alta într-un loc special amenajat, de către jucători care înoată sub apă în apnee.
Fotbalul american subacvatic a fost inițiat la începutul anilor 1960 de către un instructor de scufundare la Universitatea din Manitoba, Canada care preda în piscină elevilor lecții practice pentru recuperarea și deplasarea unor obiecte pe fundul apei. Jocul s-a dezvoltat cu timpul și în prezent este practicat în Canada în provinciile Alberta, Manitoba, Saskatchewan, Newfoundland și Labrador.
Un joc similar este conceput în aceeași perioadă, în Anglia de către Benjamin Olsen, un fan al fotbalului american, pe care-l practica în timpul verii cu prietenii.

## Regulament
Fiecare echipă este alcătuită din 13 jucători, cinci care evoluează sub apă și opt rezerve. Fiecare jucător poate urca la suprafață pentru a respira de câte ori este nevoie, cu excepția posesiei mingii.

Mingea folosită este de forma unei mingi de fotbal american, care este umplută în interior cu un lichid mai greu decât aerul.

Bazinul de joc are dimensiunile de 15 m X 10 m și adâncimea de 3 m.

Un joc constă din două reprize de 20 minute, cu un interval de pauză de 5 minute. 